# ليفربول موسم 2016–17
كان موسم 2016–17 هو الموسم الـ125 لنادي ليفربول لكرة القدم والموسم الخامس والخمسين على التوالي في الدوري الإنجليزي الممتاز. وكان هذا أيضًا الموسم الخامس والعشرين على التوالي للنادي في الدوري الإنجليزي الممتاز  إلى جانب الدوري الإنجليزي الممتاز، تنافس ليفربول أيضًا في كأس الاتحاد الإنجليزي وكأس رابطة الأندية الإنجليزية المحترفة. ويغطي الموسم الفترة من 1 يوليو 2016 إلى 30 يونيو 2017. بدأت المباراة بفوز خارج الأرض بنتيجة 4–3 على أرسنال وانتهت بفوز على أرضه بنتيجة 3–0 على ميدلزبره الذي هبط للدرجة الأدنى، مما ضمن للريدز مكانًا في المراكز الأربعة الأولى والتأهل إلى دور المجموعات لدوري أبطال أوروبا. 